# Llista d'episodis d'Ideafix i els irreductibles
Ideafix i els irreductibles és una sèrie francesa de dibuixos animats basada en l'obra de René Goscinny i Albert Uderzo, dirigida per Charles Vaucelle. A França la sèrie s'emet al canal de televisió France 4 des del 2 de juliol de 2021.
A Catalunya es va estrenar el 12 de novembre de 2022 tant al Canal SX3  com a la seva plataforma. Actualment s'han emès les dues temporades de les que consta la sèrie.

## Temporades
| Temporada       | Temporada      | Episodis | Episodis | #  | #  | Dates d'emissió      | Dates d'emissió | Dates d'emissió en català | Dates d'emissió en català |
| Primera emissió | Última emissió | Episodis | Episodis | #  | #  | Primera emissió      | Última emissió  |                           |                           |
| --------------- | -------------- | -------- | -------- | -- | -- | -------------------- | --------------- | ------------------------- | ------------------------- |
|                 | 1              | 1-52     | 1-52     | 52 | 52 | 2 de juliol de 2021  | ?               | 12 de novembre de 2022    | 20 de desembre de 2022    |
|                 | 2              | 53-104   | 53-104   | 52 | 52 | 10 de juliol de 2024 | ?               | 25 de novembre de 2024    | 30 d'abril de 2025        |

## Episodis

### Primera Temporada
| Núm. total | Núm. de la temporada | Títol                                                                    | Data d'emissió original | Data d'emissió en català |
| --- | -------------------- | ------------------------------------------------------------------------ | ----------------------- | ------------------------ |
| 1 | 1                    | «Fuctuat n-hic! Mergitur!» «Fluctuat n-hic ! Mergitur»                   | 2 de juliol de 2021     | 12 de novembre de 2022   |
| A Lutècia hi ha una passa de singlot. El general Labiè es tanca al seu palau i prohibeix que ningú entri ni surti de la ciutat. Fins que a la seva gata, la Monalisa, se li encomana el singlot. Aleshores, el general romà envia un escamot de legionaris a buscar el druida Amnèsix. Però l'Ideafix i la seva colla decideixen trobar abans el druida perquè també curi els gals d'aquesta epidèmia. |                      |                                                                          |                         |                          |
| 2 | 2                    | «La piloteta de la Polvorina» «La Baballe de Chevrotine»                 | Sense anunciar          | 12 de novembre de 2022   |
| En Voldenix renya la Turbina perquè vol jugar amb la pilota de la Polvorina, la gossa del gran cabdill gal Camulogen. Al cap d'una estona, però, com aquell qui res, la ràpida Turbina, que és una mica ximpleta, porta la piloteta als seus companys, l'Ideafix i en Devòrix, per jugar-hi. L'Arcabús se n'adona i prova d'atrapar-los. Els Irreductibles corren a les masmorres, però la Monalisa, la gata d'en Labiè, aconsegueix la pilota de la Polvorina.                                                               |                      |                                                                          |                         |                          |
| 3 | 3                    | «L'Ideafix i la sopa a la romana» «Idéfix et la soupe à la romaine»      | Sense anunciar          | 12 de novembre de 2022   |
| En Semblangropius, el cuiner d'en Labiè, vol sorprendre el general amb un sopar, però no troba cap cuiner romà disponible i en fa portar de gals. A contracor, en Pollàstrix i la Patatafarcida comencen a preparar una olla de sopa a la romana fins que un daltabaix a la cuina els deixa sense ingredients. L'Ideafix els ajuda a sortir-se'n gràcies al seu olfacte... i al seu talent de cuiner improvisat! |                      |                                                                          |                         |                          |
| 4 | 4                    | «Una ibera a la ciutat» «Une Ibère dans la ville»                        | Sense anunciar          | 12 de novembre de 2022   |
| La Truita, la gossa dels cosins ibers dels amos d'en Devòrix, ha arribat a Lutècia i vol formar part dels Irreductibles. L'Ideafix, però, troba que és massa jove i la porta de visita per la ciutat. La gosseta ibera, quan veu el palau de la Lloba, no entén que els gals acceptin la dominació dels romans. Ella està disposada a plantar-los cara i fer mèrits, així, per convertir-se en una Irreductible. |                      |                                                                          |                         |                          |
| 5 | 5                    | «El despertador de Lutècia» «Le Réveil de Lutèce»                        | Sense anunciar          | 13 de novembre de 2022   |
| El gall Simfònix s'encarrega de despertar els habitants de Lutècia cada dia, però el seu quiquiriquic no agrada a tothom. Per no haver-lo de sentir cada matí, la Monalisa decideix raptar-lo i fer-ne un bon brou. En Mutus i l'Alagàbius, a l'aguait sota el galliner, l'atrapen quan surt a cantar. Però els gals de seguida s'adonen de la seva absència perquè s'han quedat adormits i tot va tard. |                      |                                                                          |                         |                          |
| 6 | 6                    | «La Turbina, emmascarada» «Turbine encrassée»                            | Sense anunciar          | 13 de novembre de 2022   |
| Perseguida pels beagles de l'Arcabús, la Turbina cau en una carbonera i s'emmascara tota de sutge. A causa de la carbonissa, no fa més que tossir i acudeix al mussol Voldenix perquè la curi amb alguna de les seves pocions. Finalment, els gossos romans l'atrapen, i volen que formi part de la unitat canina de la legió. Per passar desapercebuts i poder rescatar-la, els seus companys irreductibles s'emmascaren, com ella, de carbó.                                                                                |                      |                                                                          |                         |                          |
| 7 | 7                    | «Labiè, no m'agafaràs!» «Labienus tu m'auras pas»                        | Sense anunciar          | 13 de novembre de 2022   |
| El bard Gustdúrix ofereix als gals la seva música, però les seves cançons contra l'ocupació romana no agraden gens al general Labiè, que decideix posar-hi fi. La guàrdia de palau es presenta en ple recital i arresta el cantant davant dels seus fans, que n'exigeixen la posada en llibertat. L'Ideafix idea un pla per alliberar-lo, però la Turbina, tan despistada com sempre, no para prou atenció a les seves explicacions.                                                                                          |                      |                                                                          |                         |                          |
| 8 | 8                    | «Els irreductibles van al circ» «Les Irréductibles font leur cirque»     | Sense anunciar          | 13 de novembre de 2022   |
| Mentre intenten rescatar el lleó Saldoperterris, camí del circ romà, els Irreductibles també són raptats per ser entrenats com a gladiadors. En Trencarotulus i el seu mastí Caigutenpicadus s'encarreguen d'assegurar al general Labiè l'èxit dels jocs. Però els plans dels Irreductibles són uns altres i, amb l'ajuda d'en Voldenix i la Picarina, aconsegueixen escapar-se i alliberar el lleó, que se'n torna a Egipte a veure les piràmides.                                                                           |                      |                                                                          |                         |                          |
| 9 | 9                    | «Un cas amb caràcter» «Une affaire corsée»                               | Sense anunciar          | 21 de novembre de 2022   |
| Molest per la pudor que desprenen, en Labiè fa requisar tots els formatges de Lutècia i en prohibeix la venda i el consum. El formatger cors Temporadàltix s'hi oposa del tot i és arrestat i tancat a les masmorres de la Lloba. Deixa enrere la seva parada de formatges i el seu gos Polifònix, trist i abatut. Indignats, els Irreductibles s'ofereixen a ajudar el gos cors a rescatar el seu amo. |                      |                                                                          |                         |                          |
| 10 | 10                   | «Lutècia II» «Lutèce II»                                                 | Sense anunciar          | 21 de novembre de 2022   |
| Per promoure la modernitat romana a Lutècia, en Semblangròpius engega el projecte "Lutècia II", un nou tipus de botiga en què els productes es trien per catàleg i es reben a domicili. La política comercial de "si no quedes satisfet, et tornem els diners" convenç, d'entrada, els gals, però els Irreductibles els fan veure la mala fe dels romans, i decideixen tornar a comprar als seus proveïdors gals de sempre.                                                                                                   |                      |                                                                          |                         |                          |
| 11 | 11                   | «L'estàtua d'en Labiè» «La Statue de Labienus»                           | Sense anunciar          | 22 de novembre de 2022   |
| Els Irreductibles descobreixen que els romans han instal·lat una gran estàtua del general Labiè a la plaça del mercat per demostrar que els romans són els amos de la ciutat. Aquesta humiliació encén els ànims del veterà Asmàtix, que demana a en Voldenix que li fabriqui una poció per fer l'estàtua menys pesant i poder-la enderrocar. El problema és que, com sempre, la poció d'en Voldenix no dona ben bé el resultat esperat.                                                                                      |                      |                                                                          |                         |                          |
| 12 | 12                   | «El mussol de marbre» «Le Hibou de marbre»                               | Sense anunciar          | 22 de novembre de 2022   |
| El mussol Voldenix rebutja l'ajuda de l'Ideafix en una missió que el seu amo, el druida Amnèsix, li ha confiat. Tant bon punt aixeca el vol, però, una topada desafortunada ho fa anar tot a mal borràs, i acaba transformat en marbre. Cau a plom i aterra... al cap d'en Labiè, que, una mica esmaperdut pel cop, creu que el mussol de marbre caigut del cel és un senyal del déus. |                      |                                                                          |                         |                          |
| 13 | 13                   | «Jove per accident» «Roucoulez jeunesse»                                 | Sense anunciar          | 23 de novembre de 2022   |
| L'Asmàtix està molt cansat, però no ho vol reconèixer. Quan s'adona que es fa gran i està perdent facultats, beu una poció que el rejoveneix, i torna a ser un jove colom trempat i combatiu. Aprofita l'ocasió per provar de salvar el Molí Roig, que els romans volen tancar, i que és on es fa la millor farina de Lutècia. Però el colom aprenent de druida cada cop és més jove. Fins que es converteix en... un ou! |                      |                                                                          |                         |                          |
| 14 | 14                   | «L'ou a la romana» «L'Œuf à la romaine»                                  | Sense anunciar          | 23 de novembre de 2022   |
| En Devòrix atrapa un ou amb el morro, i en surt un pollet d'àguila, que pren el buldog per la seva mare. Els Irreductibles de seguida pensen a tornar-lo als seus pares, però abans han d'evitar que l'agafi el general Labiè. Perquè els gossos de la legió no puguin ensumar el rastre de l'aguiló, l'Ideafix demana a en Devòrix que el llepi, i això reforça el vincle entre gos i ocell. |                      |                                                                          |                         |                          |
| 15 | 15                   | «El colomar infernal» «Le Colombier infernal»                            | Sense anunciar          | 24 de novembre de 2022   |
| El colom Apoplèxix demana ajuda als Irreductibles per salvar la seva dona i la seva filla, que han quedat atrapades al capdamunt del Gran Colomar, on en Semblangròpius ha fet instal·lar l'estàtua d'una gran àguila daurada. En arribar, però, topen amb en Presidensíndix, el porter, que els recorda les normes del Gran Colomar: "Ni gossos, ni gats". L'Apoplèxix, però, hi entra amb l'Ideafix, que, tant bon punt s'enfila a la torre, descobreix que té vertigen.                                                    |                      |                                                                          |                         |                          |
| 16 | 16                   | «L'enamorada de Lutècia» «L'Amoureuse de Lutèce»                         | Sense anunciar          | 24 de novembre de 2022   |
| La Turbina, la salva de l'Arcabús i els seus beagles en Lovendpís, un llebrer egipci allistat fa poc a la legió romana per força. Quan el veu i el sent parlar, se n'enamora, però no ho sap fins que l'Ideafix fa que s'adoni dels seus sentiments. Immediatament corre a declarar-se a en Lovendpís. L'Ideafix la segueix d'amagat i li apunta les paraules que ha de dir, però ella es fa un embolic. |                      |                                                                          |                         |                          |
| 17 | 17                   | «La bèstia de Lutècia» «La Bête de Lutèce»                               | Sense anunciar          | 25 de novembre de 2022   |
| La Picarina, la gata dels Irreductibles, desapareix a les catacumbes, aparentment devorada per la Tarasca, una criatura fabulosa. Quan hi arriben l'Ideafix, en Devòrix i la Turbina, de seguida descobreixen que el suposat monstre és, en realitat, un lleó. Un dels legionaris ha alliberat la fera per compassió, perquè estava destinada a ser presa de caça per al general Labiè, però s'ha ennuegat amb un os i rugeix de desesperació.                                                                                |                      |                                                                          |                         |                          |
| 18 | 18                   | «El Voldenix treu la cantimplora» «Voldenuix ramène sa fiole»            | Sense anunciar          | 25 de novembre de 2022   |
| En Semblangròpius proposa al general Labiè enderrocar una part de la ciutat per construir-hi un arc de triomf. Els Irreductibles volen aturar-ho, i en Voldenix els ofereix una de les seves pocions, però no la volen. Per demostrar que les seves preparacions funcionen, en Voldenix en pren una que li dona superpoders. Però la Monalisa també en beu, i gata i mussol s'emboliquen en una baralla que amenaça d'arrasar Lutècia. L'Ideafix, per aturar-los, prova també els efectes de la poció.                        |                      |                                                                          |                         |                          |
| 19 | 19                   | «La competició de Bastet» «La Compétition de Bastet»                     | Sense anunciar          | 28 de novembre de 2022   |
| L'Homeopàtix regala a en Labiè una estatueta de la deessa egípcia Bastet. Un cop al palau de la Lloba, Bastet atorga poders a la Monalisa per dominar les voluntats. La mascota d'en Labiè aprofita l'ocasió per hipnotitzar la Vitamina, la gata de l'Homeopàtix, per atreure l'Ideafix i poder parar-li una trampa. En Devòrix, que està enamorat de la Vitamina, es posa gelós, però, gràcies a això, els Irreductibles salven la situació.                                                                                |                      |                                                                          |                         |                          |
| 20 | 20                   | «Fragància gal·la» «Fragrance gauloise»                                  | Sense anunciar          | 28 de novembre de 2022   |
| La Vitamina, la gata de l'Homeopàtix, de qui en Devòrix està enamorat, va a refugiar-se al cau dels Irreductibles després de barallar-se amb la Monalisa. Allà explica a l'Ideafix que en Labiè planeja arrencar tot el vesc de la regió per fabricar un perfum perquè els legionaris no facin tanta pudor. A l'Ideafix se li acut la idea de substituir el perfum per una potinga pudent, però en Voldenix ho converteix en un filtre d'amor.                                                                                |                      |                                                                          |                         |                          |
| 21 | 21                   | «L'assumpte del collaret» «L'Affaire du collier»                         | Sense anunciar          | 29 de novembre de 2022   |
| Amb ganes de retrobar el seu amo, la Turbina es deixa ensarronar per en Lèntix, el traficant de falçs, que fingeix adoptar-la. A en Lèntix li interessa la rapidesa i l'olfacte de la Turbina per poder robar als romans un collaret de robins que en Labiè pensa regalar a la seva mascota, la Monalisa. Els Irreductibles intenten en va que la Turbina s'adoni del seu error i l'hauran de salvar dels romans tant sí com no.                                                                                              |                      |                                                                          |                         |                          |
| 22 | 22                   | «Galls gals per als romans» «Fausses notes pour les Romains»             | Sense anunciar          | 29 de novembre de 2022   |
| El bard Gustdúrix ha tornat a la ciutat, però les seves cançons han canviat i ara canta a l'amor a Roma. Això -i els galls que fa- fa sospitar l'Ideafix que es pot tractar d'un impostor. El fals Gustdúrix està al servei del general Labiè, que l'utilitza com a mitjà de propaganda per sotmetre els romans. Però, si és així, que se n'ha fet de l'autèntic Gustdúrix? Només localitzant-lo, els Irreductibles podran desemmascarar l'impostor.                                                                          |                      |                                                                          |                         |                          |
| 23 | 23                   | «La patrulla de la Gàl·lia» «La Patrouille de Gaule»                     | Sense anunciar          | 30 de novembre de 2022   |
| L'Ideafix acompanya l'Asmàtix a una reunió de veterans de guerra al capdamunt del Gran Colomar, ja que va coix i, a més, en Volacrobàtix sempre fa befa de la seva pota de fusta. Mentrestant, al Palau de la Lloba, en Semblangropius convenç el general Labiè de posar a prova un projecte d'exterminació de coloms amb àguiles. Els excombatents de la Patrulla de la Gàl·lia hauran de tancar files davant de l'agressió.                                                                                                 |                      |                                                                          |                         |                          |
| 24 | 24                   | «El combat de les catacumbes» «Le Combat des catacombes»                 | Sense anunciar          | 30 de novembre de 2022   |
| La Vitamina ha desaparegut a les catacumbes, i la Picarina proposa a l'Ideafix que s'hi infiltri, fent-se passar per un paio dur, per esbrinar què li ha passat. Tot i els consells que li donen, els companys de l'Ideafix no confien que doni la talla. La Turbina, pel seu compte, corre a demanar ajuda a en Voldenix i, sense el seu consentiment, dona a l'Ideafix una poció que el va transformant. |                      |                                                                          |                         |                          |
| 25 | 25                   | «Descans per força» «Turbine au rebut»                                   | Sense anunciar          | 1 de desembre de 2022    |
| En Semblangròpius mostra a en Labiè els seus projectes per urbanitzar i higienitzar la ciutat. Però la pudor de les caques de gos que troba empeny el prefecte romà a ordenar l'expulsió de tots els gossos vagabunds de Lutècia. Mentre intenta fugir de la brigada de gossos, un carro atropella la Turbina, i perquè es pugui curar, el druida Amnèsix li fa fer repòs; ella, però, s'estima més actuar. |                      |                                                                          |                         |                          |
| 26 | 26                   | «Fúria al fòrum» «Furie au forum»                                        | Sense anunciar          | 1 de desembre de 2022    |
| Durant el fòrum d'agricultura, que té lloc a Lutècia, l'Ideafix i en Devòrix es barallen. Mentrestant, la Monalisa, farta que l'Arcabús i els seus beagles siguin incapaços d'enxampar els Irreductibles, decideix posar-se al capdavant de la legió canina per parar-los una trampa. La Picarina prova de fer reconciliar els seus companys, perquè sap que, si estan dividits, els Irreductibles tenen totes les de perdre davant dels romans.                                                                              |                      |                                                                          |                         |                          |
| 27 | 27                   | «El bosc de la llum» «La Forêt-lumière»                                  | Sense anunciar          | 2 de desembre de 2022    |
| En Semblangròpius projecta connectar Lutècia i Roma amb una via romana pavimentada, i s'emporta la legió al bosc per començar els treballs de desforestació. Alarmats per la destrucció del bosc que això comporta, els Irreductibles i el druida Amnèsix es disposen a impedir-ho fent creure a la supersticiosa tropa romana que el bosc està encantat. Però, volent ajudar, en Voldenix, com sempre, torna a fer de les seves.                                                                                             |                      |                                                                          |                         |                          |
| 28 | 28                   | «El retrat d'en Labiè» «Le Portrait de Labienus»                         | Sense anunciar          | 2 de desembre de 2022    |
| El general Labiè vol que hi hagi un retrat seu a totes les cases de Lutècia. En Semblangròpius el pintarà i l'Homeopàtix en farà còpies per distribuir-les a tothom. Per impedir aquesta humiliació, l'Ideafix intenta destruir l'original abans que el reprodueixin. Necessita l'ajuda de la Picarina i la Vitamina, que hauran de col·laborar, cosa no gens fàcil tenint en compte que no es poden veure. |                      |                                                                          |                         |                          |
| 29 | 29                   | «A toc de xiulet» «L'Appeau sans les os»                                 | Sense anunciar          | 5 de desembre de 2022    |
| Per fer creure els gossos de la legió, en Semblangròpius dona a en Mutus i a l'Alagàbius un xiulet amb cinc registres, un per a cada ordre. Només sentir el xiulet, els gossos de la legió canina obeeixen cegament, però també els Irreductibles, que no poden evitar complir les ordres dels guàrdies romans a l'instant. Sort, però, que la Picarina és immune als sons del xiulet! Només ella pot ajudar els seus companys.                                                                                               |                      |                                                                          |                         |                          |
| 30 | 30                   | «La Webzina abandona el niu» «Webzine quitte le nid»                     | Sense anunciar          | 5 de desembre de 2022    |
| En Semblangròpius ha creat un servei de correus amb coloms missatgers que permet als lutecis comunicar-se amb la resta de l'Imperi. Obligada a abandonar el Gran Colomar, la Webzina s'escapa dels seus pares i entra encantada a formar part de servei postal. Quan el pare de la colomina s'assabenta que se l'emporten engabiada a Roma, vola a salvar-la, i l'Ideafix també corre darrere seu per si les coses es compliquen.                                                                                             |                      |                                                                          |                         |                          |
| 31 | 31                   | «El xarcuter es rebel·la» «Le charcutier se rebiffe»                     | Sense anunciar          | 6 de desembre de 2022    |
| Per ajudar un gal, l'Ideafix i els seus amics fan caure menhirs damunt d'en Mutus i l'Alagàbius. Els legionaris, però, en culpen en Pollàstrix, que passava per allà per casualitat, i el porten davant d'en Labiè, que l'acaba acusant dels seus fracassos per romanitzar Lutècia. Per demostrar la innocència d'en Pollàstrix, l'Ideafix decideix arruinar la inauguració d'un obelisc davant del palau de la Lloba. Però res no surt com estava previst.                                                                   |                      |                                                                          |                         |                          |
| 32 | 32                   | «Menhirs al cel» «Des menhirs dans le ciel»                              | Sense anunciar          | 6 de desembre de 2022    |
| Els romans s'emporten tots els menhirs de Lutècia per fer-ne columnes. Els Irreductibles els volen recuperar, però s'enfronten a un problema de grans dimensions i un d'ells-l'Ideafix- és una mica petit. Davant la dificultat de transportar unes pedres tan grosses i pesants, els Irreductibles pensen a demanar ajuda al druida Amnèsix. Però en Voldenix s'hi posa pel mig i fa una poció tan potent que el problema agafa volada.                                                                                      |                      |                                                                          |                         |                          |
| 33 | 33                   | «Foc a Lutècia?» «Lutèce brûle-t-il ?»                                   | Sense anunciar          | 6 de desembre de 2022    |
| A palau de la Lloba, en Labiè prova la nova caldera de carbó dissenyada per en Semblangròpius. El general i la seva mascota, la Monalisa, estan encantats amb l'invent, però la fumerada que fa el sistema de calefacció s'escampa per tota la ciutat i hi provoca tota mena de molèsties. Amb l'esperança de trobar-hi un aire més pur, els Irreductibles porten l'Asmàtix, que tus molt i té dificultats per respirar, al capdamunt del Gran Colomar.                                                                       |                      |                                                                          |                         |                          |
| 34 | 34                   | «Nit en blanc a Lutècia» «Nuit blanche à Lutèce»                         | Sense anunciar          | 7 de desembre de 2022    |
| En Voldenix es queixa als Irreductibles que li han robat un flascó del seu amo. Resseguint el rastre que ha deixat el mussol, de local en local, per tot Lutècia, l'Ideafix s'acaba adonant que en Voldenix no ha dit la veritat. De fet, no li han robat el flascó, sinó que l'ha perdut en una aposta amb la Banda de les Catacumbes. Per recuperar la penyora, per tant, caldrà tornar-se-la a jugar. |                      |                                                                          |                         |                          |
| 35 | 35                   | «La torca de la Turbina» «Le Torque de Turbine»                          | Sense anunciar          | 7 de desembre de 2022    |
| En Labiè ha promulgat una nova llei de romanització: tots els objectes típicament gals, inclosos els mostatxos, seran requisats! Entre els bens decomissats hi ha la torca, el collaret que du al coll la Turbina. Per recuperar-lo, juntament amb la resta de coses, caldrà localitzar el lloc on els romans les han enterrades. Com sempre, la Turbina recorre a en Voldenix, el mussol aprenent de druida, que li proporciona una branqueta detectora de metalls.                                                          |                      |                                                                          |                         |                          |
| 36 | 36                   | «La Monalisa perd el seu somriure» «Monalisa perd son sourire»           | Sense anunciar          | 8 de desembre de 2022    |
| Per aconseguir que el general Labiè s'interessi en seu projecte de construcció d'unes arenes triangulars, en Semblangròpius encarrega a en Lèntix que segresti la Monalisa. Quan s'adona de la desaparició de la seva mascota, en Labiè ordena escorcollar tot Lutècia, casa per casa. Llavors, per evitar que els legionaris romans acabin descobrint el seu cau, els Irreductibles decideixen alliberar l'estirada gata romana, que, un cop descobreix el que ha fet en Semblangropius, s'oposa enèrgicament al seus plans. |                      |                                                                          |                         |                          |
| 37 | 37                   | «Una pispa d'anada i tornada» «Derniers vols pour Lutèce»                | Sense anunciar          | 8 de desembre de 2022    |
| En Labiè recluta en Lèntix per dur a terme falsos robatoris a les cases dels gals, que els romans resolen ràpidament per guanyar-se la confiança de la població. L'alarma sona al cau dels Irreductibles quan hi arriba la Vitamina queixant-se que han entrat a robar a cals seus amos i s'han emportat la seva menjadora. L'Ideafix sospita de seguida dels romans i, amb l'ajuda del mussol Voldenix, els Irreductibles aviat descobreixen el complot.                                                                     |                      |                                                                          |                         |                          |
| 38 | 38                   | «L'Idefix s'olora el panorama» «Idéfix se met au parfum»                 | Sense anunciar          | 9 de desembre de 2022    |
| A instàncies d'en Semblangròpius, el general Labiè ordena perfumar Lutècia amb lavanda. Volent esbrinar què passa, l'Ideafix rep una gran dosi de perfum i perd l'olfacte. Desesperat, acut a demanar ajuda al druida Amnèsix, però en Voldenix s'hi posa pel mig i no li serveix de res. Els Irreductibles, mentrestant, proven de destruir les àmfores ambientadores que hi ha escampades per tota la ciutat. Per acabar amb l'olor de lavanda, però, caldrà anar fins a l'origen del problema.                             |                      |                                                                          |                         |                          |
| 39 | 39                   | «El discret encant de l'invisible» «Le Charme (discret) de l'invisible»  | Sense anunciar          | 9 de desembre de 2022    |
| En Semblangròpius fa una guia turística perquè hi surtin els millors comerços de Lutècia. Els que no obtinguin una valoració suficient seran substituïts per botigues romanes. Per evitar-ho, l'Ideafix pensa un pla per destruir les tauletes amb les valoracions. A la Turbina li sembla massa complicat i en pensa un altre, però no li fan cas perquè no se sap explicar, de manera que recorre a en Voldenix, que li prepara una poció d'eloqüència... amb efectes secundaris.                                           |                      |                                                                          |                         |                          |
| 40 | 40                   | «Deliris de grandesa» «La Folie des grandeurs»                           | Sense anunciar          | 12 de desembre de 2022   |
| Passejant arran del Sena, els Irreductibles veuen amb horror com els romans desbrossen els marges dels rius per construir-hi un complex turístic. Han d'evitar la destrucció de la natura i de la casa d'una família de ratolins, però l'Ideafix sembla massa petit per enfrontar-se a l'excavadora romana i demana ajuda a en Voldenix, que l'únic que aconsegueix es fer-lo encara molt més petit. El diminut Ideafix haurà de recórrer al seu enginy per compensar el seu problema d'alçada.                               |                      |                                                                          |                         |                          |
| 41 | 41                   | «El glavi d'en Camulogen» «Le Glaive de Camulogène»                      | Sense anunciar          | 12 de desembre de 2022   |
| L'Abraracúrcix es queixa a l'Homeopàtix per haver-li venut el glavi d'en Camulogen a en Semblangropius. Indignat pel que considera una ofensa intolerable, arrabassa l'espasa al romà. En Semblangropius crida la legió immediatament, però els únics disposats a auxiliar-lo són l'Arcabús i els seus beagles. L'Abraracúrcix acaba resignant-se que el glavi sigui d'en Semblangropius, però la Karabella, la seva dona, no.                                                                                                |                      |                                                                          |                         |                          |
| 42 | 42                   | «Calent romans, calent!» «Chauds les Romains, chauds !»                  | Sense anunciar          | 13 de desembre de 2022   |
| Al palau de la Lloba, en Labiè, que es queixa de les temperatures "nòrdiques" de Lutècia, prova el nou sistema de climatització ideat per en Semblangropius: un mirall còncau instal·lat al capdamunt del Gran Colomar. Les temperatures, anormalment altes per l'època, alteren la vida dels lutecis i fan malbé, entre altres coses, les salsitxes d'en Devòrix. Un cop identificat l'origen del problema i saltant-se el control d'en Presidensíndix, l'Ideafix puja fins al mirall amb la idea de fer-lo caure.           |                      |                                                                          |                         |                          |
| 43 | 43                   | «Els coloms ens vigilen» «Les pigeons nous surveillent»                  | Sense anunciar          | 13 de desembre de 2022   |
| L'Arcabús obliga els coloms del Gran Colomar a vigilar les anades i vingudes dels Irreductibles a fi de descobrir-ne l'amagatall. L'Ideafix, que s'adona de seguida d'aquest sistema de "columbovigilància", ha d'aconseguir en Devòrix abans el seu company no els delati sense voler. Finalment, però, arriba a la conclusió que, gràcies a la indiscreció d'en Devòrix, precisament, podrà enganyar l'Arcabús i evitar que els romans descobreixin el cau secret de la banda.                                              |                      |                                                                          |                         |                          |
| 44 | 44                   | «El pacte de les pocions» «Le Pacte des potions»                         | Sense anunciar          | 14 de desembre de 2022   |
| Aïllat al bosc per la legió romana, l'Asmàtix es troba sol i avorrit. En Semblangropius el convenç que tothom s'ha oblidat d'ell i li proposa posar-se al dia fabricant "pocions romanes" adaptades a les necessitats dels lutecis i les lutècies moderns. Delerós d'ajudar els gals com sigui com sigui, el vell druida acaba acceptant. Els Irreductibles, escandalitzats, sabotegen una de les pocions. Lluny de disgustar-se, però, en Labiè pensa en les possibles aplicacions militars.                                 |                      |                                                                          |                         |                          |
| 45 | 45                   | «Urgència Pollàstrix» «Urgence Poulerotix»                               | Sense anunciar          | 14 de desembre de 2022   |
| La Patatafarcida va a buscar l'Amnèsix per demanar-li que vagi a curar en Pollàstrix, que és al llit amb febre. Anant a Lutècia, l'Amnèsix s'arrisca a ser arrestat, ja que els druides tenen prohibida l'entrada a la ciutat. Per això recórrer a una poció d'invisibilitat. El problema és que en Voldenix l'ha alterat i el druida acaba convertit en ratolí. En aquest estat, per curar en Pollàstrix, necessitarà la col·laboració dels Irreductibles.                                                                   |                      |                                                                          |                         |                          |
| 46 | 46                   | «Volen canigus; no són ambigus!» «Canigus, ils en veulent toujours plus» | Sense anunciar          | 15 de desembre de 2022   |
| Per tot Lutècia hi ha cartells amb la cara de l'Ideafix anunciant una marca de menjar per a animals. Com pot ser? Com s'ha pogut prestar a una cosa així? Hi ha qui l'acusa de col·laborar amb els romans, però ell assegura que no hi ha tingut res a veure. Provant d'esbrinar l'origen dels cartells, l'irreductible s'assabenta que el menjar està fabricat amb deixalles. Encara més indignat, decideix a aturar-ne la venda.                                                                                            |                      |                                                                          |                         |                          |
| 47 | 47                   | «La festa de Tutatis» «La Fête de Toutatis»                              | Sense anunciar          | 15 de desembre de 2022   |
| A fi d'accelerar la romanització de Lutècia, els romans decreten la prohibició de celebrar la Festa de Tutatis, una diada en què els gals i les gal·les s'ofereixen poms de vesc davant l'estàtua del seu déu. Els Irreductibles no s'hi resignen i s'empesquen la manera de celebrar l'aplec malgrat la prohibició. L'Amnèsix, tanmateix, és molt estricte amb la tradició i no veu amb prou bons ulls la solució proposada per l'Ideafix.                                                                                   |                      |                                                                          |                         |                          |
| 48 | 48                   | «L'enemic caní número u» «L'Ennemi canin nº 1»                           | Sense anunciar          | 16 de desembre de 2022   |
| Amb la idea de dividir els Irreductibles, la Monalisa fa escampar el rumor que l'Ideafix és l'"enemic caní número u" de Lutècia. L'Ideafix s'adona que es tracta d'una trampa per erosionar el grup, però en Devòrix hi cau de quatre potes i s'entesta a demostrar que l'autèntic "enemic caní número u" és ell. Serà capaç l'Ideafix de fer venir a la raó en Devòrix i evitar que es llanci de cap a la gola de la Lloba?                                                                                                  |                      |                                                                          |                         |                          |
| 49 | 49                   | «En Devòrix es queda sense salsitxes» «Pas de saucisses pour Padgachix»  | Sense anunciar          | 16 de desembre de 2022   |
| A fi d'evitar les olors de menjar gal, que tant el molesten, en Labiè prohibeix els aliments gals tradicionals. El fet de no poder menjar les seves salsitxes de sempre debilita tant en Devòrix, que és incapaç de plantar cara a la legió canina. Per solucionar-ho, l'Ideafix acut a en Voldenix, que li prepara una poció tan forta, que fa que en Devòrix escupi foc per la boca. Aquesta potser l'arma necessària per obligar els romans a aixecar la prohibició.                                                       |                      |                                                                          |                         |                          |
| 50 | 50                   | «Molles de pa i circ» «Des miettes et des jeux»                          | Sense anunciar          | 19 de desembre de 2022   |
| En Semblangropius fa escassejar el pa a Lutècia; l'únic lloc on n'hi ha és al circ, preparat per repartir-lo de franc entre el públic. Aquest nou pla per romanitzar els gals forçant-los a apreciar els espectacles circenses priva l'Amnèsix de les seves molles de pa. El vell colom, sense esperança que els Irreductibles n'hi puguin portar, agafa el toro per les banyes i, contravenint les ordres de l'Ideafix, decideix anar a buscar-lo personalment.                                                              |                      |                                                                          |                         |                          |
| 51 | 51                   | «Fusta d'irreductible» «Graine d'irréductible»                           | Sense anunciar          | 19 de desembre de 2022   |
| La Truita, la neboda d'en Devòrix, ha vingut de visita a Lutècia amb els seus amos, i vol aprofitar l'ocasió per aprendre a ser una irreductible de debò. La gosseta ibera segueix les avorrides classes teòriques de l'Amnèsix, fins que se n'atipa i es disposa a demostrar-li que no necessita les seves lliçons. Però la seva empenta la posa en perill -a ella i als Irreductibles-, cosa que la fa reflexionar sobre la seva actitud.                                                                                   |                      |                                                                          |                         |                          |
| 52 | 52                   | «Rififí a Lutècia» «Du rififi à Lutèce !»                                | Sense anunciar          | 20 de desembre de 2022   |
| La banda de les catacumbes, acantonada normalment al subsol de Lutècia, surt a l'aire lliure i comença a fer de les seves pels carrers de la ciutat. Aterrits per la "llei del silenci", els animals no gosen demanar ajuda als Irreductibles, fins que l'Ideafix descobreix que es tracta d'un pla de la Monalisa per donar-li caça. Davant d'aquesta aliança, tanmateix, els Irreductibles tenen les de perdre, llevat que l'Ideafix convenci els altres animals que es rebel·lin i els plantin cara.                       |                      |                                                                          |                         |                          |

### Segona Temporada
| Núm. total | Núm. de la temporada | Títol                                                                                               | Data d'emissió original | Data d'emissió en català |
| --- | -------------------- | --------------------------------------------------------------------------------------------------- | ----------------------- | ------------------------ |
| 53 | 1                    | «La xarxa exprés romana» «Le Réseau Express Romain»                                                 | 10 de juliol de 2024    | 9 de desembre de 2024    |
| L'arquitecte Semblangròpius instal·la una xarxa subterrània de carros de cavalls que passa per les catacumbes. Cada carro que hi passa fa trontollar Lutècia i el fràgil cau dels Irreductibles corre el risc d'ensorrar-se. Mentre l'Ideafix, la Turbina i el Devòrix baixen a les catacumbes per sabotejar la xarxa, l'Asmàtix es nega a abandonar els records del gran Camulogen i la Picarina s'afanya a convèncer-lo abans no sigui massa tard.                                         |                      | |                         |                          |
| 54 | 2                    | «Amb un Arcabús n'hi ha prou» «Un Arquebus ça va»                                                   | Sense anunciar          | 28 de novembre de 2024   |
| El Labiè fa engarjolar l'Ordralfabètix, acusat injustament d'haver robat un carregament de peix. Els Irreductibles malden per alliberar-lo, però una poció del Voldenix fa un clon de l'Arcabús que encara els complica més les coses. Finalment, l'Ordralfabètix es guanya la llibertat en un combat contra el gladiador Trencarròtulus. |                      | |                         |                          |
| 55 | 3                    | «A en Devòrix li falten vitamines» «Padgachix en manque de Vitamine»                                | Sense anunciar          | 10 de desembre de 2024   |
| Quan la Monalisa descobreix que el Devòrix s'ha enamorat de la Vitamina, engega un pla maquiavèl·lic: cal aconseguir que la Vitamina s'enamori de l'Arcabús a fi de desmoralitzar el Devòrix. El pla funciona i els Irreductibles perden la potència brutal d'un dels membres, que fins i tot decideix abandonar Lutècia. Però l'Ideafix, la Turbina i la Picarina s'escarrassen a destapar el pla de la Monalisa i tornar-li la moral al Devòrix.                                           |                      | |                         |                          |
| 56 | 4                    | «Sense cau fix» «Sans repaire fixe»                                                                 | Sense anunciar          | 5 de desembre de 2024    |
| La legió canina ha trobat el cau dels Irreductibles! Enmig de les batusses entre gals i romans, els uns i els altres pateixen els efectes d'una poció del Voldenix, que els teletransporta constantment d'aquí cap allà, sense saber mai on aniran a parar. Com s'ho faran l'Ideafix, el Devòrix i la Turbina per escapolir-se de l'Arcabús i els seus esbirros i salvar el cau? |                      | |                         |                          |
| 57 | 5                    | «La reina de les catacumbes» «La Reine des Catacombes»                                              | Sense anunciar          | 13 de desembre de 2024   |
| Com que la legió canina és incapaç de trobar el cau dels Irreductibles, la Monalisa demana ajut al Reincidèntix, el cap de la banda de les catacumbes, però ell se sent desafiat i es baten en duel. La Monalisa, havent guanyat, esdevé la cap de la banda. Això posa encara més en perill el cau dels Irreductibles, que hauran de bregar per revertir la situació. |                      | |                         |                          |
| 58 | 6                    | «Manxar no és jugar» «Soufflet n'est pas jouer»                                                     | Sense anunciar          | 27 de novembre de 2024   |
| Els romans fan servir una manxa gegant per omplir les catacumbes de fum i fer-ne fora els que anomenen "la purrialla". Mentre l'Ideafix negocia amb el Reincidèntix i els seus esbirros per sabotejar-la, tres ratolines li demanen una poció màgica al Voldenix... i la Picarina en surt ben escaldada! |                      | |                         |                          |
| 59 | 7                    | «Refilets a la cova del gamarús» «Vocalises au caveau»                                              | Sense anunciar          | 19 de desembre de 2024   |
| Els Irreductibles descobreixen que el prefecte Astutus ha engarjolat el druida Amnèsix per forçar-lo a fer-li una poció que el converteixi en Lèntix, el gran cantant aclamat pels lutecians, i així poder viure la vida d'artista que sempre ha somiat. Per alliberar el druida, l'Ideafix haurà de prendre la mateixa poció... i embolica que fa fort! |                      | |                         |                          |
| 60 | 8                    | «Reptes a tot preu» «Défis à tout prix»                                                             | Sense anunciar          | 20 de desembre de 2024   |
| La Turbina i la Picarina juguen a llançar-se reptes, fins que provoquen la ira dels romans perquè pispen el raspall de luxe de la Monalisa. El cau dels Irreductibles corre perill i cal retornar el raspall als romans com més aviat millor, però la banda de les catacumbes se l'ha fet seu. Mentrestant, la poció del Voldenix contra el catarro de l'Ideafix provoca uns efectes secundaris ben empipadors, que, tanmateix, ajudaran els Irreductibles a retornar el raspall als romans. |                      | |                         |                          |
| 61 | 9                    | «Turbina, l'Astuta» «Turbine pleine d'astuce»                                                       | Sense anunciar          | 17 de desembre de 2024   |
| Una nova poció del Voldenix fa que el prefecte Astutus perdi l'al·lèrgia al pèl dels animals, fins al punt que s'enamora de la irreductible Turbina i la fa reina del palau de La Lloba. Embogida de ràbia, la Monalisa concep un pla per desfer-se de la intrusa. |                      | |                         |                          |
| 62 | 10                   | «El retorn de la Polvorina» «Le retour de Chevrotine»                                               | Sense anunciar          | 25 de novembre de 2024   |
| L'Ideafix i els Irreductibles alliberen la cèlebre Polvorina de les urpes dels romans. Però la gossa els vol imposar la seva concepció extremista de la resistència per venjar-se del general Labiè, que vol rebre el nou prefecte de Lutècia amb tots els honors. |                      | |                         |                          |
| 63 | 11                   | «La medalla de la por» «La phalère de la peur»                                                      | Sense anunciar          | 11 de desembre de 2024   |
| L'Asmàtix, que està sota els efectes d'una de les desafortunades pocions del Voldenix, pateix fortes al·lucinacions que li fan reviure la batalla de Lutècia amb el seu admirat Camulogen, cabdill dels gals. La Polvorina se n'aprofita per venjar-se del general Labiè en la cerimònia d'imposició d'una medalla per part del prefecte Astutus. |                      | |                         |                          |
| 64 | 12                   | «La Patatafarcida de la discòrdia» «La Pomdofine de la discorde»                                    | Sense anunciar          | 16 de desembre de 2024   |
| Per fer la competència a la furgoteca de cuina gal·la de la Patatafarcida, el prefecte Astutus, el general Labiè i l'arquitecte Semblangropius munten una furgoteca de cuina romana. Jugada mestra contra els gals! Sort en tenim que els Irreductibles sempre estan a l'aguait. |                      | |                         |                          |
| 65 | 13                   | «Paranys a La Lloba» «Pièges à la Louve»                                                            | Sense anunciar          | 30 d'abril de 2025       |
| Els romans capturen l'Ideafix i el tenen engabiat al palau de La Lloba. Mentre la Monalisa, la pèrfida gata del general Labiè, l'interroga perquè reveli on es troba el cau dels Irreductibles, la ratolineta Melina el ve a socórrer armada amb una de les galdoses pocions del Voldenix, que converteix tant l'Ideafix com la Monalisa en ratolins. Per fortuna, els efectes de les pocions del Voldenix no són mai eterns.                                                                |                      | |                         |                          |
| 66 | 14                   | «Ratolines i romans» «Des souris et des romains»                                                    | Sense anunciar          | 26 de novembre de 2024   |
| L'arribada del prefecte Gracus Astutus al palau de La Lloba fa enrabiar la Monalisa, que aprofita la golafreria de les ratolines per concebre un pla maquiavèl·lic. Els Irreductibles remouran cel i terra per fer-lo fracassar. |                      | |                         |                          |
| 67 | 15                   | «La renúncia de l'Arcabús» «La démission d'Arquebus»                                                | Sense anunciar          | 3 de desembre de 2024    |
| A força de derrotes per part dels gals i de càstigs per part de la gata Monalisa, l'Arcabús es deprimeix i abandona la legió. El Devòrix, sense un enemic de la seva categoria, s'avorreix i fa un pacte amb els soldats de l'Arcabús per aixecar-li la moral. |                      | |                         |                          |
| 68 | 16                   | «La Picarina va a l'arrel» «Baratine prend racine»                                                  | Sense anunciar          | 10 de febrer de 2025     |
| El prefecte Astutus necessita més escuradents per als seus banquets, i l'arquitecte Semblangropius vol abatre l'arbre on la família de rates té el cau i on la gata Picarina té el rebost de peix. Els Irreductibles, però, plantaran cara a les pretensions dels romans. |                      | |                         |                          |
| 69 | 17                   | «Rumors romans» «Rumeurs romaines»                                                                  | Sense anunciar          | 30 d'abril de 2025       |
| Per tal que tots els animals de Lutècia es girin en contra de l'Ideafix, la gata Monalisa fa córrer el rumor que és un espia al servei dels romans. La gossa Polvorina li exigeix una demostració de lleialtat als gals: atacar el general Labiè juntament amb ella, cosa que ell creu contraproduent. Finalment, l'Ideafix combatrà la Monalisa amb les seves mateixes armes. |                      | |                         |                          |
| 70 | 18                   | «En Gustdúrix fa paret» «Goudurix fait le mur»                                                      | Sense anunciar          | 18 de desembre de 2024   |
| El grafiter Gustdúrix ridiculitza el general Labiè escampant-ne caricatures per tot Lutècia. Un cop arrestat, el general li ofereix la llibertat a canvi de pintar un fresc en honor seu i de la gata Monalisa. Però això fa que els lutecians el prenguin per un traïdor. Per sort, l'Ideafix tindrà una idea brillant perquè en Gustdúrix torni a guanyar-se l'estima dels lutecians. |                      | |                         |                          |
| 71 | 19                   | «La gateta de plomes» «Le chaton à plumes»                                                          | Sense anunciar          | 30 d'abril de 2025       |
| La gata Picarina salva la coloma Webzina de les urpes de dos gatots de la banda de les catacumbes. Enlluernada pel talent de la gata, la coloma li demana un curset de "gata rebel", que rep juntament amb la gossa Turbina. Però els gatots prendran represàlies... |                      | |                         |                          |
| 72 | 20                   | «Lutècia des del cel» «Lutèce vue du ciel»                                                          | Sense anunciar          | 29 de novembre de 2024   |
| L'arquitecte Semblangropius ha inventat una màquina de volar. Per fer el vol de prova, ha capturat en Devòrix, però els seus amics Irreductibles el volen salvar. Tanmateix, l'atzar ha volgut que l'Ideafix i la Monalisa volin plegats a bord de l'aparell. Per salvar-se d'aquest destret, els dos enemics hauran de cooperar! |                      | |                         |                          |
| 73 | 21                   | «Aigües tèrboles a Lutècia» «Eaux troubles à Lutèce»                                                | Sense anunciar          | 12 de desembre de 2024   |
| L'amo de la Vitamina, l'Homeopàtix, ha obert un saló de bellesa, però l'Ideafix descobreix que els productes que hi fa servir contaminen el Sena. Els Irreductibles decideixen posar-hi fi, però en Devòrix, ara que ha pres un bany i va tot net i polit per seduir la Vitamina, fa el ronso. |                      | |                         |                          |
| 74 | 22                   | «Atrapats a la piràmide» «Bouclés dans la Pyramide»                                                 | Sense anunciar          | 30 d'abril de 2025       |
| El gos Lovendpís ha tornat d'Egipte amb la missió de recobrar un amulet que els romans havien robat al seu amo, el mag Mercatdespecis. De passada, també aspira a recobrar l'amor de la Turbina. Els Irreductibles el volen ajudar, però cada cop que l'amulet es trenca, el temps torna cap enrere. |                      | |                         |                          |
| 75 | 23                   | «Els desterrats de Lutècia» «Les bannis de Lutèce»                                                  | Sense anunciar          | 2 de desembre de 2024    |
| Per alleujar l'al·lèrgia del prefecte Astutus, el general Labiè fa desterrar tots els animals de Lutècia. Al fons del bosc, l'Ideafix, juntament amb la gata Monalisa, cau presoner de la lloba Polvorina. Els Irreductibles, com sempre, faran el seu fet. |                      | |                         |                          |
| 76 | 24                   | «La Turbina a pas de lloba» «Turbine à pas de loup»                                                 | Sense anunciar          | 30 d'abril de 2025       |
| Havent fet fracassar un atemptat de la gossa Polvorina contra els romans, l'Ideafix es troba engabiat juntament amb ella. Malgrat les diferències que els separen, no tenen més remei que cooperar per poder-ne fugir. Mentrestant, la gossa Turbina i la lloba Halouina també fan plans per alliberar-los. |                      | |                         |                          |
| 77 | 25                   | «La ronda de Lutècia» «La traversée de Lutèce»                                                      | Sense anunciar          | 30 d'abril de 2025       |
| En Pollàstrix ha comprat un gerro xinès al mercader Gradepanís per l'aniversari de la Patatafarcida. Però el general Labiè declara el toc de queda per atrapar el lladre del carretó, en Lèntix, que s'ha endut el gerro abans no el rebés l'homenatjada. Desafiant el toc de queda, els Irreductibles ajudaran en Pollàstrix a recuperar-lo. |                      | |                         |                          |
| 78 | 26                   | «La Monalisa, una amiga que et vol bé» «Monalisa, une amie qui vous veut du bien»                   | Sense anunciar          | 4 de desembre de 2024    |
| Com de costum, la nova poció del druida Voldenix no té l'efecte desitjat i fa que la gata Monalisa i l'irreductible Devòrix perdin la memòria i es facin bons amics, davant la sorpresa de la banda de les catacumbes, de la legió canina i dels mateixos Irreductibles. |                      | |                         |                          |
| 79 | 27                   | «El legionari Labiè» «Labienus légionnaire»                                                         | Sense anunciar          | 30 d'abril de 2025       |
| El prefecte Astutus degrada el general Labiè perquè no pugui ficar el nas en els comptes del palau de La Lloba. Com a legionari ras, el pobre Labiè trobarà en l'irreductible Ideafix un aliat inesperat que l'ajudarà a destapar una trama de corrupció. |                      | |                         |                          |
| 80 | 28                   | «Para el carro, Labiè!» «Arrête ton char, Labienus !»                                               | Sense anunciar          | 30 d'abril de 2025       |
| El general Labiè desafia el cantant Gustdúrix a una cursa de carros per mostrar a tot Lutècia la superioritat dels romans enfront dels gals. Per assegurar la victòria romana, l'arquitecte Semblangropius saboteja el recorregut del cantant gal. Sort que els Irreductibles decideixen sabotejar el sabotatge! |                      | |                         |                          |
| 81 | 29                   | «En Devòrix en rotació» «Padgachix en roue libre»                                                   | Sense anunciar          | 30 d'abril de 2025       |
| Convençut que la Vitamina el troba massa gras, el Devòrix es posa a dieta i fa exercici amb una roda gegant que l'arquitecte Semblangropius ha fabricat per al general Labiè. Però la roda rodola sense aturador amb el Devòrix atrapat a dins! |                      | |                         |                          |
| 82 | 30                   | «La còlera de Belenos» «La colère de Bélénos»                                                       | Sense anunciar          | 30 d'abril de 2025       |
| El mussol Voldenix creu que els romans volen calar foc a tot Lutècia. Però l'Ideafix s'assabenta que el que preparen és una festa sorpresa en honor del prefecte Astutus. Tossut, en Voldenix fabrica una poció que sí que posarà en perill la vida de tots plegats! |                      | |                         |                          |
| 83 | 31                   | «Turbina diamantina» «Diamants sur coussinets»                                                      | Sense anunciar          | 30 d'abril de 2025       |
| El mussol Voldenix fa una poció per desparasitar la irreductible Turbina, i li surt tan dolenta que li fa escopir diamants a tort i a dret. Això desperta la cobdícia dels romans, sobretot del general Labiè i del prefecte Astutus, que rivalitzen per apoderar-se de la pobra gosseta. |                      | |                         |                          |
| 84 | 32                   | «Roma a la cova del Gamarús» «Rome au caveau»                                                       | Sense anunciar          | 30 d'abril de 2025       |
| El Voldenix vol regalar un collaret a la seva estimada Dormimatina i enreda la irreductible Turbina perquè vagi al palau de La Lloba a pispar el collaret nou de la Monalisa. Vol fer-ne una còpia mitjançant una poció de les seves i tornar l'original a la gata romana. Però com diu la Turbina, el Voldenix és tan dolent fabricant pocions com fent versos. |                      | |                         |                          |
| 85 | 33                   | «Llops a Lutècia» «Les Loups sont entrés dans Lutèce»                                               | Sense anunciar          | 30 d'abril de 2025       |
| Arran d'una incursió dels llobatons de la gossa Polvorina dins la ciutat de Lutècia, el general Labiè dona l'ordre d'exterminar tots els llops que poblen els boscos de la rodalia. Desobeint la mestressa, l'Halouina demana ajut als Irreductibles per salvar l'Àrtix i l'Antàrtix de les gàbies romanes. |                      | |                         |                          |
| 86 | 34                   | «La història del pa perdut» «Miche ô ma miche»                                                      | Sense anunciar          | 30 d'abril de 2025       |
| La Picarina, el Devòrix i la Turbina han sortit, com de costum, a buscar molles de pa per al vell colom Asmàtix i han trobat un pa magnífic tot sencer. Tanmateix, el perden pel camí i, quan arriben al cau, cadascun dels tres explica a l'Ideafix i a l'Asmàtix la seva pròpia versió dels fets. |                      | |                         |                          |
| 87 | 35                   | «A la gola de La Lloba» «Entre chiens et louve»                                                     | Sense anunciar          | 30 d'abril de 2025       |
| Per venjar el gran capitost Camulogen, la gossa Polvorina vol enderrocar el palau de La Lloba passant amb els seus llobatons per una galeria subterrània secreta a la qual s'accedeix des del cau dels Irreductibles. El vell colom Asmàtix l'adverteix que si tira endavant aquest pla, podria ensorrar tot Lutècia. El bon seny dels Irreductibles farà la resta. |                      | |                         |                          |
| 88 | 36                   | «El mirall perdut» «Les aventuriers du miroir perdu»                                                | Sense anunciar          | 30 d'abril de 2025       |
| El Devòrix ensopega amb un mirall robat, que el fa tornar invisible en certs moments. Per desfer-se del malefici, cal que el retorni al seu lloc: a les entranyes de la piràmide de Lutècia. Els seus amics Irreductibles l'hi acompanyaran, però hauran de superar molts paranys i enfrontar-se amb la legió canina! |                      | |                         |                          |
| 89 | 37                   | «La quissamixa» «Toutouminou»                                                                       | Sense anunciar          | 30 d'abril de 2025       |
| El general Labiè li ordena al fidel Semblangropius que elimini tots els coloms de Lutècia, perquè li fan la vida impossible a ell i a la seva gata, la Monalisa. En Semblangropius farà encolar tot el Gran Colomar amb brea de bedoll perquè tots els coloms s'hi quedin enganxats, però resulta que aquesta substància no hi deixa encastats tan sols els coloms... |                      | |                         |                          |
| 90 | 38                   | «Lutècia és una festa» «Lutèce est une fête»                                                        | Sense anunciar          | 30 d'abril de 2025       |
| El malfactor Lèntix ha robat i amagat una joia dels romans, però el general Labiè fa engarjolar tota una colla de lutecians innocents que canten i ballen a la cova del Gamarús. L'Ideafix creu que l'única manera de salvar-los és trobar aquesta joia i tornar-la als romans. |                      | |                         |                          |
| 91 | 39                   | «Sense veu ni llei» «Sans voix ni loi»                                                              | Sense anunciar          | 30 d'abril de 2025       |
| La Polvorina vol aprofitar la festa romana del déu Mart per atacar el general Labiè per venjar el seu malaguanyat amo Camulogen. Una poció del maldestre mussol Voldenix, pensada amb l'objectiu de retornar-li la veu que ha perdut a força d'escridassar els seus llobatons, li dona un poder imprevist. Per sort, el seny de l'irreductible Ideafix sempre s'imposa. |                      | |                         |                          |
| 92 | 40                   | «L'escut de Camulogen» «La levée de bouclier»                                                       | Sense anunciar          | 30 d'abril de 2025       |
| El general Labiè vol que l'aclamin tots els lutecians damunt l'escut de Camulogen, el malaguanyat capitost dels gals. El vell colom Asmàtix, escandalitzat davant de tal injúria, li demana ajuda a la irreductible Turbina per impedir-ho. |                      | |                         |                          |
| 93 | 41                   | «Menys pa que formatge» «La meule de chien»                                                         | Sense anunciar          | 30 d'abril de 2025       |
| Per culpa de la Sucrina i la Neulina, aprenentes del mussol druida Voldenix, el pobre Devòrix es converteix en un formatge i ha de fugir dels guàrdies romans, que volen fer-se'n un tiberi, però també de la banda de les catacumbes, que hi volen fer negoci. |                      | |                         |                          |
| 94 | 42                   | «Ideafix, Ideafix, Ideafix... i els Irreductibles» «Idéfix, Idéfix, Idéfix... et les irréductibles» | Sense anunciar          | 30 d'abril de 2025       |
| Quan l'Ideafix explica al vell colom Asmàtix que va massa enfeinat per portar-li un rosegó de pa, el mussol Voldenix li fa una poció que el multiplica per quatre. Però els tres clons de l'Ideafix, lluny de descarregar-lo de feina, encara li complicaran més la vida. |                      | |                         |                          |
| 95 | 43                   | «Mussol tofonaire» «Hibou truffier»                                                                 | Sense anunciar          | 30 d'abril de 2025       |
| El general Labiè fa confiscar totes les tòfones de Lutècia. El mussol Voldenix promet a la seva estimada Dormimatina, que n'és molt gormanda, esmunyir-se al palau de La Lloba per rescatar les tòfones. La col·laboració dels Irreductibles serà indispensable per aconseguir-ho. |                      | |                         |                          |
| 96 | 44                   | «Són fosos, aquests romans!» «Ils sont fondus ces Romains!»                                         | Sense anunciar          | 30 d'abril de 2025       |
| El general Labiè ordena confiscar totes les falçs d'or del pobre Amèrix per fondre-les i fer-ne un bust amb l'efígie del prefecte Astutus. Els irreductibles Ideafix i Devòrix, amb l'ajut de les ratolines Sucrina i Neulina, lluitaran aferrissadament per impedir-ho. |                      | |                         |                          |
| 97 | 45                   | «Salvem l'enemic» «Il faut sauver Labiénus»                                                         | Sense anunciar          | 30 d'abril de 2025       |
| El general Labiè té un atac de fetge i s'encomana al druida gal Amnèsix perquè el guareixi. La gossa Polvorina hi veu una bona oportunitat per venjar el malaguanyat Camulogen: segrestarà la ratolina Melina i obligarà el mussol Voldenix a sabotejar la poció del druida a canvi d'alliberar-la. Com dirà l'Irreductible Ideafix: "Cal salvar la Melina per salvar en Labiè per salvar l'Amnèsix."                                                                                        |                      | |                         |                          |
| 98 | 46                   | «Els nous Irreductibles» «Les nouveaux irréductibles»                                               | Sense anunciar          | 30 d'abril de 2025       |
| Quan els Irreductibles intenten sabotejar unes obres romanes que desfiguren les vores del riu, en Devòrix rep un cop al cap que el converteix en un gos refinat, benparlat i pacifista. Contrari a les males maneres dels companys, reclutarà un nou grup d'Irreductibles per resoldre els conflictes amb urbanitat. |                      | |                         |                          |
| 99 | 47                   | «Concurs concorregut» «Défi au défilé»                                                              | Sense anunciar          | 30 d'abril de 2025       |
| El general Labiè convoca un concurs amb animals en què també poden participar els lutecians. La Polvorina, la gossa del malaguanyat Camulogen, cabdill dels gals, aprofita l'avinentesa per venjar-lo tot atacant el general, però de passada posa en perill la vida dels Irreductibles! |                      | |                         |                          |
| 100 | 48                   | «Cap goig sense en Camulogen» «Sans Camulogène, pas de plaisir»                                     | Sense anunciar          | 30 d'abril de 2025       |
| Diuen que en Camulogen ha tornat a Lutècia! Els Irreductibles volen saber-ho del cert i descobreixen un fals Camulogen en un espectacle en què el general Labiè i el legionari Mutus ridiculitzen la imatge del cabdill dels gals. Però l'escàndol és majúscul per a la Polvorina, que està disposada a venjar la memòria del seu amo. |                      | |                         |                          |
| 101 | 49                   | «Ave, Lutècia!» «Avé Lutèce»                                                                        | Sense anunciar          | 30 d'abril de 2025       |
| Els romans han instal·lat un sistema d'altaveus per difondre la romanitat pels carrers de Lutècia. La contaminació sonora és insuportable per als lutecians, però els coloms ja comencen a veure's abduïts per la propaganda romana. Els Irreductibles tramen un sabotatge. |                      | |                         |                          |
| 102 | 50                   | «En Voldenix es pica» «Voldenuix se vexe»                                                           | Sense anunciar          | 30 d'abril de 2025       |
| La irreductible Turbina supleix el mussol Voldenix tota una jornada perquè pugui festejar amb la Dormimatina. L'amo d'en Voldenix, el druida Amnèsix, comprova la gran eficiència de la Turbina com a repartidora de pocions a domicili, cosa que molestarà força el Voldenix. |                      | |                         |                          |
| 103 | 51                   | «Tres llobatons i un porquet» «Des Loulous et un Doudou»                                            | Sense anunciar          | 30 d'abril de 2025       |
| Els romans munten una exposició dels trofeus de guerra del general Labiè, entre els quals hi ha un porquet que el capitost gal Camulogen havia regalat a la gossa Polvorina. Aquest nino li evoca tendres records, però per por de no ser la riota de tothom decideix destruir-lo. Per despistar, es farà falsament amiga de la irreductible Turbina, però el pla no li sortirà com l'havia previst.                                                                                         |                      | |                         |                          |
| 104 | 52                   | «El geni de la Turbina» «Le génie de Turbine»                                                       | Sense anunciar          | 30 d'abril de 2025       |
| L'arquitecte Semblangropius vol fer un regal molt especial al general Labiè i compra una llàntia màgica al mercader Gradepanís. Però el general la rebutja i la ingènua Turbina se la fa seva. Malauradament, els malfactors de les catacumbes hi creuen a ulls clucs, en la màgia... |                      | |                         |                          |